# Ecce bombo (Traperos)
Ecce bombo es una película italiana de 1978, dirigida por Nanni Moretti.
La película fue presentada en competición en el 31º Festival de Cine de Cannes . 

## Trama
La película describe los días de Michele, un estudiante universitario, sus relaciones surrealistas y grotescas con sus padres y su hermana menor Valentina, las relaciones con las chicas y su vida en grupo con sus amigos Mirko, Vito y Goffredo, con quienes había militado activamente en el Movimiento Estudiantil .
Mirko, un chico acosado por varios problemas, acoge en la casa a Olga, una chica esquizofrénica. Vito es un oficinista perezoso. Godfrey es un estudiante universitario perezoso. Michele ayuda a los estudiantes de secundaria a prepararse para sus exámenes de secundaria. Sus aficiones son las habituales de su generación: cine, pizzería, tienda de botellas, pero más a menudo pasan el tiempo sentados en el bar sin hacer nada, entre difíciles relaciones sentimentales, poco diálogo familiar y los micrófonos abiertos de una radio privada. Michele tiene una relación bastante conflictiva en su familia, tiene una complicada relación de ida y vuelta con su novia Silvia, que trabaja en el cine como asistente de dirección, y en general tiene dificultades relacionales con las mujeres.
Los cuatro, cansados de pasar las tardes sin resultados en el bar, deciden celebrar reuniones de autoconocimiento para resolver sus insatisfacciones, pero acaban entregándose a digresiones verborréicas sin conseguir nada. La llegada del verano pone fin al experimento, pero los cuatro amigos siguen viéndose. Una noche, durante una de las reuniones habituales, todos juntos deciden ir a casa de Olga, se corre la voz entre los demás chicos del bar y del barrio, pero al final, a excepción de Michele, todos se pierden en la calle, distraídos por un entretenimiento inútil.

## Crítica
Al igual que en su primer largometraje, Io sono un autarchico, Moretti satiriza a la generación posterior a 1968, una generación tan incomprensible como la exclamación "Ecce bombo" que da título a la película. La expresión retoma del latín macarrónico  el Ecce Homo bíblico, situándose en clave satírica principalmente hacia los mitos neuróticos y polvorientos que caracterizan a la propia generación. Aparece expuesto al sufrimiento y al aislamiento, condenado a un retraimiento no resuelto e inconcluso, pero aún vital en la necesidad de cambio y en oposición a las reglas parentales.
A estos veinteañeros en crisis no les falta autocrítica e ironía, cuando miran su grotesca sociabilidad y sus modas fáciles de consumir -las dementes televisiones privadas y las radios "libres", los rituales de las ocupaciones estudiantiles, las comunas- o cuando esperan el amanecer en una playa de Ostia solo para descubrir que el sol ha salido detrás de ellos, mientras un chatarrero en bicicleta grita "Ecce Bombo". Es Mirko, en uno de los muchos encuentros de autoconocimiento, quien se centra en la situación: "Creo que nos equivocamos en casi todo: en las relaciones con las mujeres, entre nosotros, con el estudio, en la familia, en el trabajo".
Nanni-Michele se adentra en los dramas de una realidad juvenil: una generación que anhela el amor libre pero que acaba siendo víctima de los roles burgueses y de una concepción tradicional de la sexualidad. Estos jóvenes que se burlan de clichés como los de TeleCalifornia, un canal de televisión privado enfundado en su retórica comunicativa, que luego se envuelven en los debates nocturnos de las pequeñas radios locales, están acostumbrados a la crítica de la sociedad, pero fundamentalmente son incapaces de cambiar el "sistema".

## Producción
Es el segundo largometraje de Nanni Moretti; la película se rodó en directo en formato de 16 mm, por razones de ahorro, y luego se "infló" a 35 mm para su distribución en salas. Fue producida por los actores Michele Placido y Flavio Bucci. En este sentido, este último recordó cómo el joven Moretti, después de haber llegado a disparar hasta 45 tomas de fogueo solo para un primer plano de su propio rostro, se dirigió a él en busca de ayuda, preguntándole qué tipo de disparo utilizaría en su lugar.
El título de la película proviene de un  trapero que andaba gritando así, reportado en una de las escenas de la película. Otros títulos hipotéticos pero descartados para la película fueron: Sono stanco delle uova al tegamino, Piccolo gruppo, Delirio d'agosto e Senza caviglie 
El personaje del actor desesperado en constante búsqueda de escritura, además de poeta improvisado, es interpretado por Luigi Moretti, el padre del director, quien luego aparecerá en otras películas de su hijo. Entre los otros actores, en el papel de personajes secundarios, también están Augusto Minzolini, como uno de los amigos de la hermana de Michele que intenta organizar una ocupación de su escuela, y Giampiero Mughini, presente en cambio en una de las últimas escenas de la película, donde es filmado primero comentando un artículo que informa sobre los resultados de las encuestas electorales de la época y luego mientras recita una especie de monólogo muy corto sobre la prostitución.

## Distribución
La película se estrenó por primera vez en Italia el 8 de marzo de 1978 ;  se presentó en el Festival de Cine de Londres en noviembre siguiente,  mientras que se estrenó en Alemania Occidental el 20 de noviembre de 1980. 

## Taquilla
Ecce Bombo ocupó el trigésimo puesto entre las películas más taquilleras de la temporada 1977-1978. 

## Banda sonora
La banda sonora de la película incluye la canción Amare inutimente (G. Paoli - G. Agate) extraída del álbum Amare per vive de Gino Paoli (Durium, 1972).

## Citas y referencias
- La escena en la que Michele grita "¡¿Qué somos en una película de Alberto Sordi?!" fue filmada por Massimiliano Bruno en su película Nessuno mi può giudicare, donde el xenófobo y racista Lionello (interpretado por Rocco Papaleo), prácticamente es expulsado del cibercafé de Giulio (Raoul Bova) por enfurecerse con un cliente que elogiaba el ambiente multiétnico del pueblo. Diciendo "Blancos, negros, al final todos somos iguales", grita "Blancos y negros, ¿somos todos iguales? ¿Qué somos en una película de Nanni Moretti? ¡¡Te lo mereces, Nanni Moretti, te lo mereces!!» como en la famosa escena del bar.
- La misma escena del grito de Michele sobre Alberto Sordi se menciona en la canción Il Bel Canto de la banda de rock alternativo Ministri, en el verso "Nos merecemos las masacres, aparte de Alberto Sordi".
- En el vídeo oficial de la canción La mia parte intollerante, Caparezza y su terapeuta aúllan para introducir un flashback, tal y como hace Michele cuando Goffredo, en una de sus sesiones de autoconocimiento, relata el trauma sufrido de niño.